# Hamid Bavafa
Hamid Bavafa (pers. حمید باوف; ur. 21 marca 1983) – irański zapaśnik w stylu klasycznym. Drugi na mistrzostwach Azji w 2003 i 2007. Piąty w Pucharze Świata w 2005. Mistrz świata juniorów w 2003 i Azji w 2002 roku.